# Distretto di Aâköz
Il distretto di Aâköz (in kazako: Аякөз ауданы) è un distretto (audan) del Kazakistan con  capoluogo Aâköz.